# Jurij Łopatynski

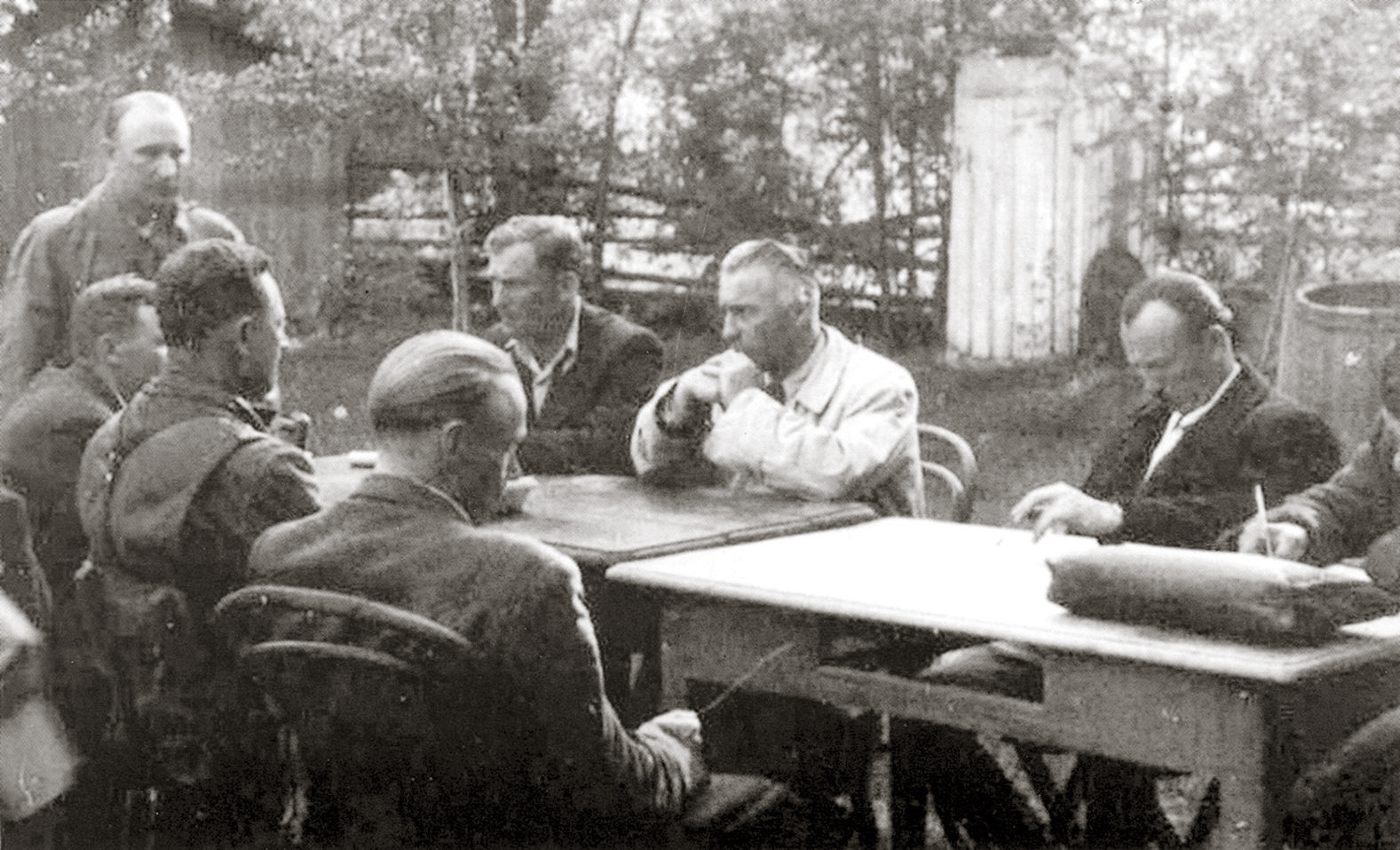
Spotkanie WiN i UHWR, OUN-B i UPA koło Rudy Różanieckiej 21 maja 1945. Od lewej stoi: kpr. Józef Borecki „Komar” – adiutant komendanta Obwodu AK–DSZ–WiN Tomaszów Lubelski, siedzą przodem od lewej: por. „Norbert”, kpt. Marian Gołębiewski „Irka” – inspektor Inspektoratu AK–DSZ–WiN Zamość, kpt. Stanisław Książek „Rota” oraz Mykoła Wynnyczuk „Kornijczuk”– prowidnyk II okręgu Organizacji Nacjonalistów Ukraińskich, od lewej siedzą tyłem: przedstawiciel Ukraińskiej Głównej Rady Wyzwoleńczej płk Jurij Łopatynski „Szejk”, Serhij Martyniuk „Hrab” oraz „Polakowski”

Jurij Łopatynski, ps. „Kałyna”, „Szejk” (ur. 4 grudnia 1906 w Tarnopolu, zm. 16 listopada 1982 w Hunter) – ukraiński polityk nacjonalistyczny, wojskowy, podpułkownik Ukraińskiej Powstańczej Armii.

## Życiorys
Był synem księdza greckokatolickiego Demjana Łopatynskiego. W 1926 ukończył ukraińskie gimnazjum akademickie we Lwowie, był kolegą szkolnym Romana Szuchewycza. W czasie służby wojskowej w Wojsku Polskim ukończył podchorążówkę. Studiował następnie na Wydziale Prawa Uniwersytetu Lwowskiego. Od samego początku uczestniczył w działaniach Ukraińskiej Organizacji Wojskowej i Organizacji Ukraińskich Nacjonalistów.
W 1941 był referentem wojskowym OUN oraz jednym z oficerów batalionu „Nachtigall”. 23 kwietnia 1943 uwięziony przez Gestapo w obozie koncentracyjnym KL Sachsenhausen, zwolniony 20 października 1944 razem z innymi ukraińskimi działaczami nacjonalistycznymi.
W grudniu 1944 zrzucony na spadochronie przez Abwehrkommando 202 na sowieckich tyłach. W Galicji skontaktował się z dowódcą UPA Szuchewyczem i przekazał mu milion rubli od Niemców oraz instrukcje od Stepana Bandery odnośnie do walki z Sowietami.
W 1945 przybył do Polski w charakterze kuriera i reprezentanta UHWR i Głównego Sztabu Wojskowego UPA. Jako przedstawiciel UHWR brał udział w rozmowach pomiędzy WiN a Ukraińską Powstańczą Armią, mających na celu doprowadzenie do rozejmu w walkach i nawiązanie współpracy. Jego partnerem w rozmowach ze strony polskiej był Marian Gołębiewski.
21 maja 1945 r. doszło do spotkania w przysiółku Żary będącym częścią wsi Lubliniec Nowy. W literaturze przedmiotu często podawana jest błędna informacja, że spotkanie to odbyło się w Rudzie Różanieckiej. Były to najważniejsze rozmowy polskiego i ukraińskiego podziemia spośród wszystkich, które przeprowadzono w latach 1945–1946. Ich miejsce i czas ustalono na spotkaniu wstępnym, do którego doszło 2 maja 1945 r. w przysiółku Doliny wsi Żuków. Uczestniczyli w nim por. Marian Warda „Mały”, „Polakowski” i Mykoła Wynnyczuk „Kornijczuk”, „Wyr”. Stronę polską reprezentowała delegacja na czele z kpt. Marianem Gołębiewskim „Sterem”, ze strony ukraińskiej przybyli ppłk Jurij Łopatynski „Szejk” (otrzymał pełnomocnictwa bezpośrednio od Romana Szuchewycza), referent organizacyjny II Okręgu OUN Mykoła Wynnyczuk „Wyr” „Kornijczuk” i Serhij Martyniuk „Hrab”. Porozumienie obejmowało nieagresję, współpracę i pomoc. Dotyczyło powiatów: lubaczowskiego, tomaszowskiego, hrubieszowskiego, biłgorajskiego i chełmskiego. Przetrwało do kwietnia 1947 roku.
Po wojnie przebywał na emigracji w USA, przewodniczył związkowi żołnierzy UPA, działał w zarządzie UHWR oraz wydawnictwie „Prołoh”, kierowanym przez Mykołę Łebedia.